# Chaeopsestis ludovicae
Chaeopsestis ludovicae is een nachtvlinder uit de familie van de eenstaartjes (Drepanidae).
De soort komt voor in Vietnam en Thailand. De vliegtijd is in oktober en november en bedraagt ongeveer drie weken. Opmerkelijk is dat de imago drinkt van traanvocht van allerlei dieren, waaronder mensen. Het diertje "haakt" zich vast aan het ooglid, wat een onprettig gevoel is. Ook zweet en neusvocht werden door de vlinders gedronken.